# Шевяков, Дмитрий Алексеевич
Дмитрий Алексеевич Шевяков (25 апреля 1994) — российский футболист, полузащитник. Кандидат в мастера спорта России (2011).
Воспитанник петербургского футбола. В сезоне 2011/12 провёл 8 матчей в составе команды «Зенит-М» в первенстве ЛФЛ, зона «Северо-Запад». В конце 2012 года стал тренироваться в составе эстонского клуба «Нарва-Транс». С августа 2013 года в течение полутора сезонов провёл за клуб 39 матчей в чемпионате Эстонии, забил два гола.